# Josip Radošević
Josip Radošević (født 3. april 1994 i Split) er en kroatisk fodboldspiller, der spiller som midtbanespiller for NK Istra.

## Klubkarriere

### Hajduk Split
Radošević kæmpede sig op fra Hajduk Splits ungdomshold, og blev i november 2011 rykket op på senior truppen og blev derfra en permanent førsteholdsspiller.
Den 23. november 2011 fik Radošević sin debut for Hajduk Split i en 1-0 sejr over NK Zagreb i den kroatiske pokalturnering.
I 2011-12 sæsonen blev Radošević en fast del af startopstilling. Træner Mišo Krstičević som havde været Radošević' træner da han spillede ungdomsfodbold kendte på forhånd Radošević' færdigheder. Han opnåede i alt 24 ligakampe for klubben.

### S.S.C. Napoli
Radošević blev købt i januar 2013 for 3 millioner euro. Han havde kort forinden også været udlejet til klubben.
Real Madrid var på dette tidspunkt også ude efter den unge kroat, men det endte dog med at italienerne nappede ham.
Den 25. august 2013 fik Radošević sin debut for klubben i sæsonens første ligakamp imod Bologna, hvor han i 84' minut erstattede Gonzalo Higuain.

### Brøndby IF
Den 27. juli 2018 offentliggjorde Brøndby IF på deres hjemmeside, at de havde hentet Radošević til klubben fra HNK Hajduk Split på en fireårig kontrakt.

## Landshold
I august 2012 blev Radošević kontaktet af træner Igor Štimac for nogle kvalifikationskampe til FIFA World Cup 2014 imod Belgien og Makedonien som en erstatning for en skadet Ognjen Vukojević.
Den 11. september 2012 fik han endelig sin debut i et 1-1-opgør imod Belgien. Der blev skrevet historie, da Radošević var den yngste spiller nogensinde til at debutere på et senior landshold på international niveau.
Radošević var en del af det kroatiske U/17-mandskab der kvalificere sig til U-17 Europamesterskabet i fodbold. Derudover har han repræsenteret sit lands U/16-, U/19- og U/21-landshold.

## Titler
Superligaen 2020-21 med Brøndby IF.